# Háromtüskésfélék
A háromtüskésfélék (Triacanthidae) a sugarasúszójú halak osztályában a gömbhalalakúak (Tetraodontiformes) rendjébe tartozó család.

## Rendszerezés
A családba az alábbi nemek és fajok tartoznak:
- Pseudotriacanthus
  - Pseudotriacanthus strigilifer
- Triacanthus
  - Triacanthus biaculeatus
  - Triacanthus nieuhofii
- Tripodichthys
  - Tripodichthys angustifrons
  - Tripodichthys blochii
  - Tripodichthys oxycephalus
- Trixiphichthys
  - Trixiphichthys weberi